# 栋格珀德拉河

栋格珀德拉河（卡纳达语:ತುಂಗಭದ್ರಾ, 泰卢固语:తుంగభద్రా，英语:Tungabhadra River）是南印度的一条圣河，流经卡纳塔克邦和安德拉邦，它是克里希纳河的主要支流。在史诗《罗摩衍那》中，栋格珀德拉河 被称为“潘帕”。

## 走向
栋格珀德拉河由栋格河和珀德拉河汇聚而成，它们流经西高止山脉西侧。栋格河、珀德拉河的长度分别为147公里、171公里，直到在Kudali汇聚。珀德拉河流经工业城市珀德拉沃蒂，有超过100条支流、细流。